# ルミナスアーク インフィニティ
『ルミナスアーク インフィニティ』（LuminousArc INFINITY）は、マーベラスより2015年8月6日に発売されたPlayStation Vita用ゲームソフト。
キャッチコピーは『詩（うた）と願いで紡ぐファンタジーシミュレーションRPG』。

## 概要
株式会社マーベラスの制作するシミュレーションRPG・ルミナスアークシリーズの新規作。これまでのシリーズとは一線を画し、ナンバリングの廃止、制作陣の一新など、大胆な変更がなされている。
また、プラットフォームも任天堂の携帯機から、SCE系列のPlayStation Vitaへと変更されている。
開発はFELISTELLA、キャラクターデザインは切符、サウンドプロデュースはベイシスケイプが担当。
プレイアブルキャラクターは主人公を除いて全て女性であるなど、過去のシリーズ作品と比較してギャルゲー的カラーを強くしている。

## ストーリー・設定

### あらすじ
ラピスと呼ばれる宝石に、選ばれし乙女たちが詩により魔力を吹き込むことで成り立つ世界。
浮遊都市フローティアに住む青年シードは、乙女たちとラピスを結びつける『調響師』の一人であった。
彼が式典のため師匠のホグウッドのお供として訪れていたアール・アージュ皇国で、『アマデウス』と名乗る怪しげな集団の計画を耳にしたことで、世界を巡る旅に出ることとなる。

### 設定
ラピス
魔力を貯めこむことのできる宝石のような物質。世界中に無数に存在し、魔力を注ぎこむことで、そのラピスの性質に合わせた様々な魔力を使うことができ、世界の運行に欠かせない存在となっている。
奏者
詩によりラピスと共鳴し、魔力を注ぎこむことのできる人間。その力を発揮するためには調響師による調律が必要。
中でも世界の運行を司る九柱のラピスに選ばれた者は特に詩姫、アイドル(Incredible Dilectio Orbis Loquere ad Ludus)と呼ばれる。
調響
ラピスに宿る固有の旋律を聞き取り、奏者の詩をその旋律に合わせることをいう。また調響を行う者は「調響師」と呼ばれる。

## キャラクター
シード
声 - 岡本信彦
浮遊都市フローティアの青年調響師。やる気が見えにくく他人に本心を明かさないが、正義感は人一倍強い。幼少時に生まれ故郷である『フォーンレクス浮遊城』が滅ぼされ、フローティアに救われた過去を持つ。「砂の呪い」と呼ばれる呪いを受けている。
アクア
声 - 芹澤優
シードの義理の妹で調響師助手。兄思いのしっかり者だが、少し子供っぽいところがある。フローティアにある泉のラピスを動かし、シードを癒している。
ジォーカー
声 - 悠木碧
物静かで情に厚い騎士。悪魔にとりつかれており、歳を取らないため、外見からは想像がつかないほど高齢。また、悪魔が前面に出てくると人格が豹変する。
ブリジッタ・アール・アージュ
声 - 内田真礼
アール・アージュ皇国の皇王。皇王としての教育を受け、気品と風格を持ち合わせている。
パルス
声 - 久野美咲
バリアバール王国のアイドルにして天才発明家。発明一筋で、興味のあるものを手に入れるためなら周りの迷惑も顧みない。
フェイラン
声 - 新井里美
鬼の一族の少女。正義感が強く、悪行を行うと人の姿を失うという鬼の一族の中で、人の姿を保っている数少ない存在。
ヴァイオレット
声 - ゆかな
長い時を生きる魔女。高い魔力と頭脳、美貌を兼ね備えている。
ラナ
声 - 大橋彩香
モロッカ共和国に住む少女。人見知りで感情表現が苦手。
ヒソカ
声 - 佐倉綾音
セルバニアに住む少女。明るく元気な性格だが、暗い過去を持つ。
カスミ
声 - 内田彩
世界に起こる呪いを研究している女性。以前は教師としてシード達を教えていた。
シーナ
声 - 伊瀬茉莉也
パルスが自らの母親代わりとして制作したアンドロイド。パルスを溺愛しており、それ以外の人間には冷たい。
アルト
声 - 伊藤かな恵
ブリエ・ソレイユに住む少女。努力家で慎重な性格。ボーイッシュな見た目に反して運動は苦手。その性格から自分で壁を作ってしまうことが多い。また、ラピスの詩を正確に理解する能力に長ける。
ソプラ
声 - 佐藤聡美
ブリエ・ソレイユに住む少女。天才型で、ラピスの旋律を聞き取る能力が非常に高く、運動神経も良い。反面生活能力は低く、アルトがいないと何もできないと思っている。
ホグウッド
声 - 中田譲治
フローティアに住む有名な調響師。アクアの父でシードにとっては師匠であり、また義父でもある。
ウィリアム
声 - 小山力也
ブリジッタの父でアール・アージュ皇国の大臣。かつては騎士団の団長を務め、「暁の騎士」と呼ばれていた。
ルルシャンテ
声 - 新谷良子
ブリジッタに仕えるメイド妖精。ブリジッタを心から尊敬している。
カイラン
声 - 立木文彦
「浄仙渓の老師」と呼ばれる鬼の老人。タオの国王を務め、鬼と人間との協和を目指している。
ジールォ
声 - 古川慎
フェイランの兄で鬼族の首領。人間を憎み、カイランの進める共和路線に反対している。
カラカラ
声 - 小野友樹
シルフェン一族の若き族長。部族からアイドルを輩出したことでモロッカ共和国の首長となる。
ラジ・ソール
声 - 池水通洋
セルバニアの議長。欲が深く、強引なやり方を好む。
プレートル
声 - 折笠愛
ブリエ・ソレイユの都市、サンクチュエールの長。ソワレ学院の院長も務めており、未婚ではあるが子供達の教育に心血を注いでいる。
アスワド
声 - 宮野真守
謎の組織「アマデウス」の首領。同胞は信頼しているが、敵対するものには容赦しない。
リブラ
声 - 川澄綾子
魔物に襲われていた所をシード達に助けられた、旅の行商人。不思議で掴み所のない少女。
エルヴィオ
声 - 杉山紀彰
山岳国家ウィンデルを治める騎士王。誠実で国民の人気も高い。
アーチ
声 - 三木眞一郎
バリアバール王国の王。自身も発明家で、パルスの才能を買っており、発明の支援をしている。
コンペイ
声 - ゆかな
フローティアで飼われているペット。キツネのような姿をしている。特にアクアと仲が良い。
コピン
声 - 代永翼
謎の精霊生命体。属性ごとに異なる姿をしている。

## 収録楽曲

### 主題歌
『ルミナスアーク 〜da capo〜』
歌 - ルミナスアーク唱歌隊
アクア（芹澤 優）ジォーカー（悠木 碧）ブリジッタ（内田 真礼）ラナ（大橋 彩香）パルス（久野 美咲）シーナ（伊瀬 茉莉也）ヒソカ（佐倉 綾音）ヴァイオレット（ゆかな）フェイラン（新井 里美）カスミ（内田 彩）アルト（伊藤 かな恵）ソプラ（佐藤 聡美）

### 挿入歌
ずっと見ていたい
歌 - アクア（芹澤 優）
過去トノ訣別
歌 - ジォーカー（悠木 碧）
皇王至上主義
歌 - ブリジッタ（内田 真礼）
wayra
歌 - ラナ（大橋 彩香）
らぶ　らぼらとりぃ
歌 - パルス（久野 美咲）
シークレットオーダー
歌 - シーナ（伊瀬 茉莉也）
とりあえずヤル
歌 - ヒソカ（佐倉 綾音）
La verite est obscurite
歌 - ヴァイオレット（ゆかな）
正面突破無敵少女
歌 - フェイラン（新井 里美）
授業の時間♪
歌 - カスミ（内田 彩）
飛び出せ勇気
歌 - アルト（伊藤 かな恵）
fuwa*fuwa
歌 - ソプラ（佐藤 聡美）

## インターネットラジオ
『ルミナスアーク インフィニティ 詩と願いで紡ぐラジオ』として、インターネットラジオステーション＜音泉＞にて2015年4月2日より配信。全五回。
パーソナリティは第一回から第四回までをアクア役の芹澤優、第五回をアルト役の伊藤かな恵・ソプラ役の佐藤聡美が務める。
ゲスト
- 第一回：悠木碧(ジォーカー役)
- 第二回：大橋彩香(ラナ役)
- 第三回：内田彩(カスミ役)
- 第四回：伊藤かな恵(アルト役)、佐藤聡美(ソプラ役)